# Tori-Bossito (arrondissement)
Tori-Bossito est un arrondissement situé dans le département de l'Atlantique au Bénin. Il est placé sous juridiction administrative de la commune du même.

## Histoire
Chef-lieu de la commune du même nom, Tori-Bossito devient un arrondissement le 27 mai 2013 après la délibération et adoption par l'assemblée nationale du Bénin en sa séance du 15 février 2013 de la loi n° 2013-O5 du 15/02/2013 portant création, organisation, attributions et fonctionnement des unités administratives locales en République du Bénin,,,.

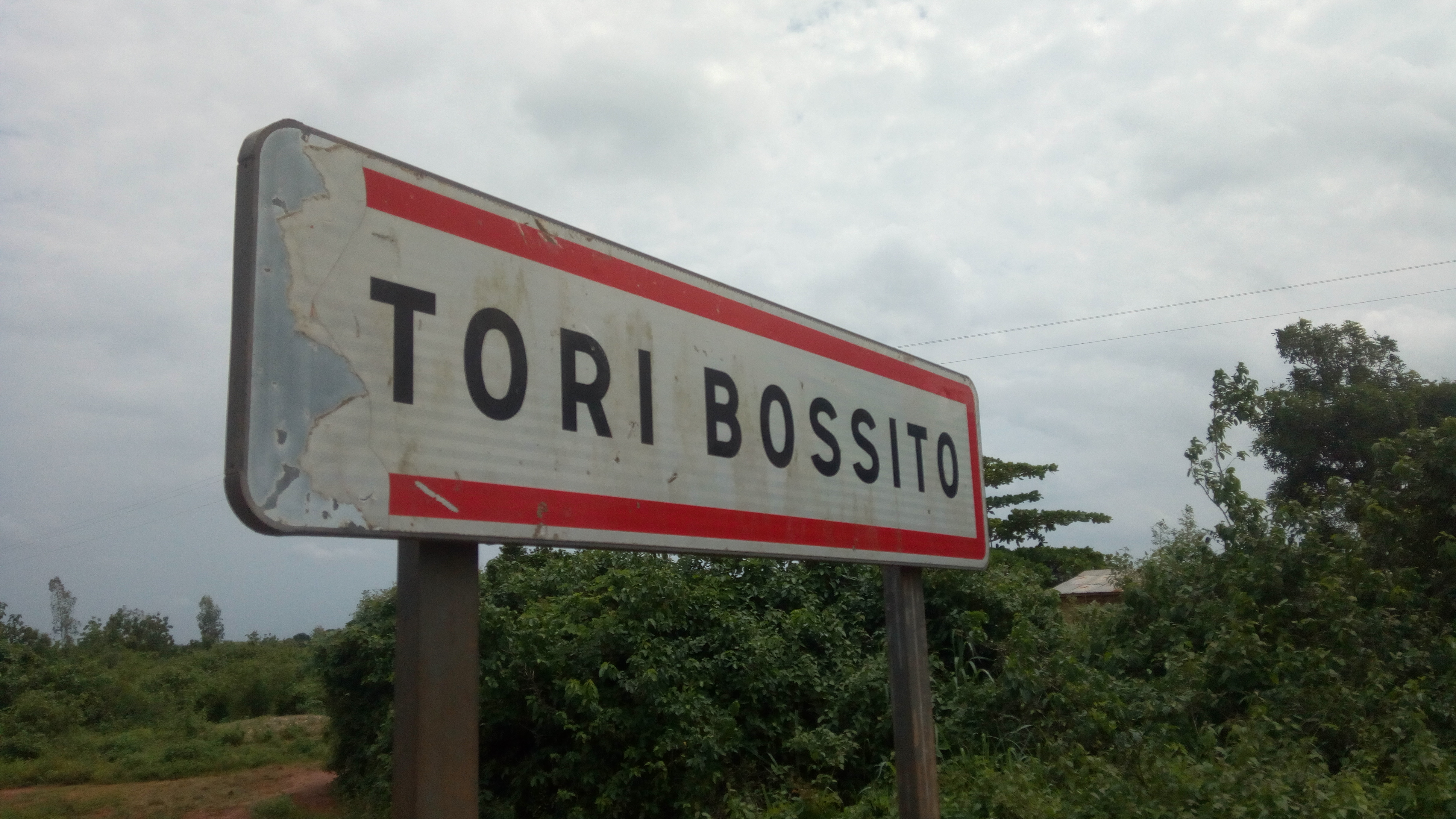
Plaque de Tori Bossito 2

## Administration
Tori-Bossito fait partie des six arrondissements que compte la commune de Tori-Bossito. Cet arrondissement compte dix sept villages sur les cinquante huit que totalise la commune. Il s'agit de : Agonkon, Ahouèmè, Aïdohoué, Bossito, Fassinouhoko, Gbédéwahoué, Gbovié, Hèkandji, Honvié, Houngbagba, Hounnonco, Kokanhoué, Maguévié, Tocoli, Togoudo, Wanho, Zounmè.

## Population
Selon le recensement général de la population et de l'habitation (RGPH4) de l'institut national de la statistique et de l'analyse économique (INSAE) au Bénin en 2013, la population de l'arrondissement de Tori-Bossito compte 3204 ménages avec 14 844 habitants.

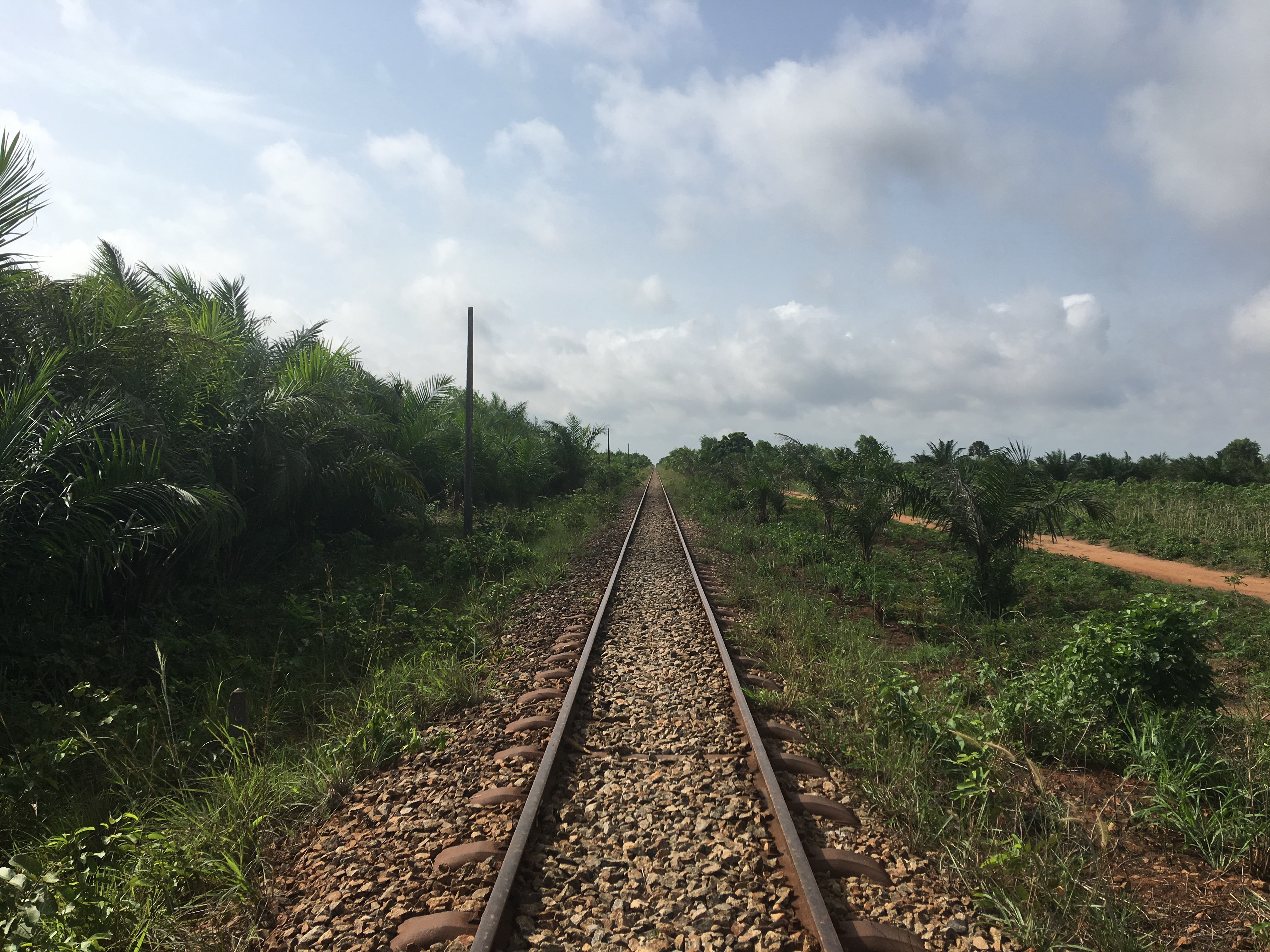
Chemin de fer à Tori-Bossito

| Indicateur           | 2013  |
| -------------------- | ----- |
| Nombre de ménages    | 3204  |
| Population féminine  | 7694  |
| Population masculine | 7150  |
| Population totale    | 14844 |